# Euphrasia jacutica
Euphrasia jacutica är en snyltrotsväxtart som beskrevs av Juzepczuk. Euphrasia jacutica ingår i släktet ögontröster, och familjen snyltrotsväxter. Inga underarter finns listade i Catalogue of Life.